# Тарсак (Жер)
Тарса́к (фр. Tarsac) — коммуна во Франции, находится в регионе Юг — Пиренеи. Департамент — Жер. Входит в состав кантона Рискль. Округ коммуны — Миранд.
Код INSEE коммуны — 32439.

## География
Коммуна расположена приблизительно в 610 км к югу от Парижа, в 130 км западнее Тулузы, в 60 км к западу от Оша.
На юге коммуны протекает река Адур.

## Климат
Климат умеренно-океанический. Лето жаркое и немного дождливое, температура часто превышает 35 °С. Зимой часто бывает отрицательная температура и ночные заморозки. Годовое количество осадков — 700—900 мм.

## Население
Население коммуны на 2010 год составляло 169 человек.
| 1962 | 1968 | 1975 | 1982 | 1990 | 1999 | 2010 |
| ---- | ---- | ---- | ---- | ---- | ---- | ---- |
| 243  | 232  | 205  | 181  | 181  | 161  | 169  |

## Администрация
| Период | Период | Фамилия      | Партия | Примечания |
| ------ | ------ | ------------ | ------ | ---------- |
| 2001   | 2008   | Жан Сен-Крик |        |            |
| 2008   | 2020   | Розелин Бок  |        |            |

## Экономика
В 2010 году среди 93 человек трудоспособного возраста (15-64 лет) 63 были экономически активными, 30 — неактивными (показатель активности — 67,7 %, в 1999 году было 72,8 %). Из 63 активных жителей работали 58 человек (30 мужчин и 28 женщин), безработных было 5 (2 мужчин и 3 женщины). Среди 30 неактивных 7 человек были учениками или студентами, 9 — пенсионерами, 14 были неактивными по другим причинам.

## Фотогалерея
- Военный мемориал
- Крест
- Мост через реку Адур
- Карта коммуны